# Давжан
Давжа́н (фр. Davejean) — коммуна во Франции, находится в регионе Лангедок — Руссильон. Департамент коммуны — Од. Входит в состав кантона Мутуме. Округ коммуны — Каркасон.
Код INSEE коммуны — 11117.

## Население
Население коммуны на 2008 год составляло 109 человек.
| 1962 | 1968 | 1975 | 1982 | 1990 | 1999 | 2008 |
| ---- | ---- | ---- | ---- | ---- | ---- | ---- |
| 92   | 144  | 131  | 112  | 130  | 116  | 109  |

## Экономика

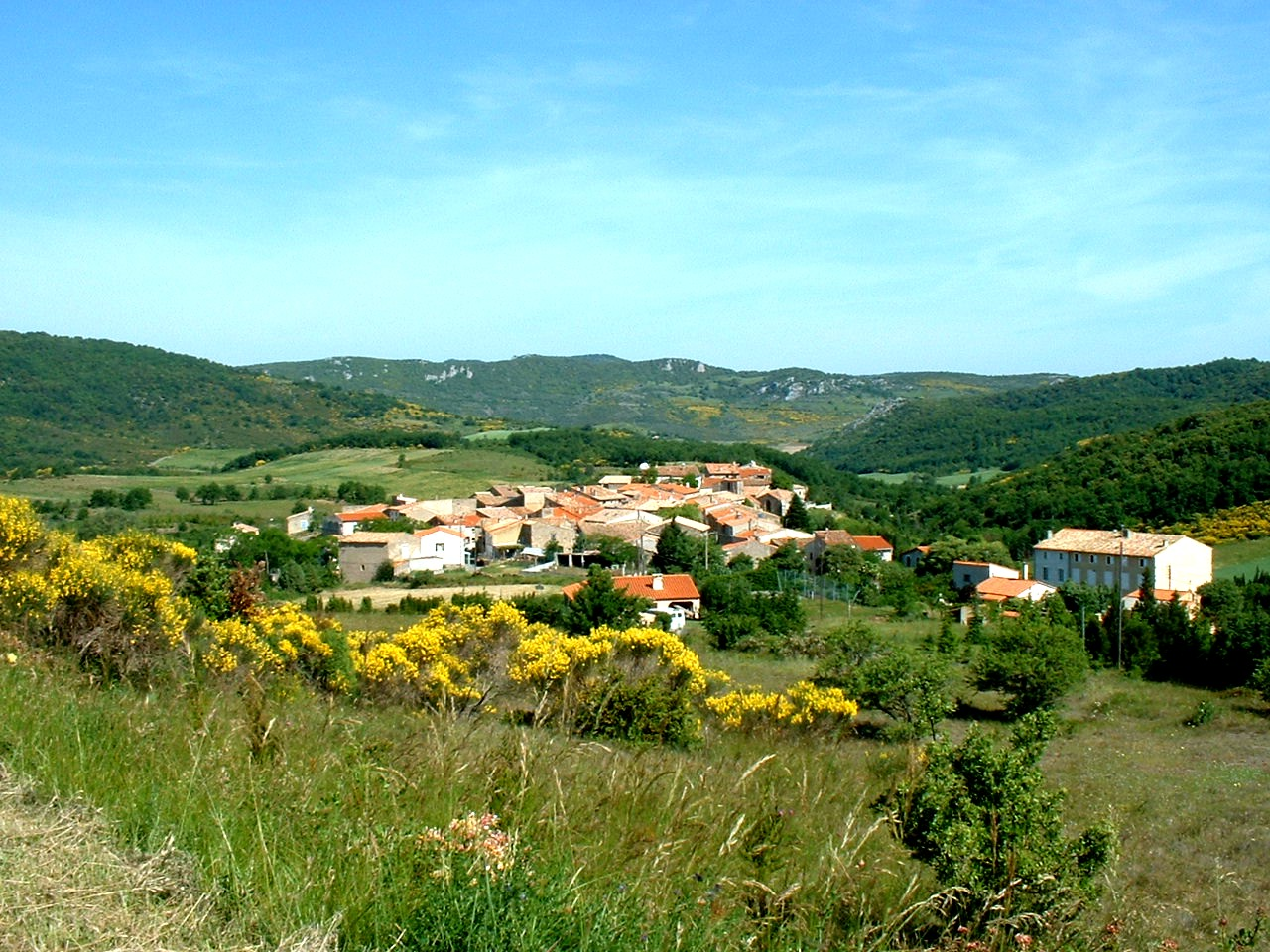
Давжан

В 2007 году среди 57 человек в трудоспособном возрасте (15—64 лет) 34 были экономически активными, 23 — неактивными (показатель активности — 59,6 %, в 1999 году было 61,5 %). Из 34 активных работали 23 человека (14 мужчин и 9 женщин), безработных было 11 (4 мужчины и 7 женщин). Среди 23 неактивных 4 человека были учениками или студентами, 7 — пенсионерами, 12 были неактивными по другим причинам.

## Достопримечательности
- Церковь Сен-Сатюрнен